# Raumschiff Highlander
Raumschiff Highlander ist eine Film- und Romanreihe sowie ein Projekt, das 1993 von Robert Amper initiiert wurde. Ursprünglich war es eine Art Club von Science-Fiction-Fans, besonders Star-Trek- sowie den Star-Wars-Fans, dessen Mitglieder sich vierteljährlich trafen und noch immer treffen.

## Allgemeines
Da Robert Amper neben anderem auch Filmemacher ist, entwickelten er und die anderen Mitglieder des Projektes die Idee von zunächst einem Film, der 1995 realisiert wurde. Aufgrund des großen Erfolgs bei verschiedenen Vorführungen und der Ausstrahlung auf dem Privatsender Sat.1 folgten insgesamt mehrere Fortsetzungen. Die Filme sind eine Parodie, vornehmlich auf Star Trek, aber auch auf etliche andere Klassiker des Genres.
Hauptfigur ist Captain Robert T. Norad, der das Raumschiff kommandiert und sich für den größten Helden aller Zeiten hält, obwohl er in Wirklichkeit ein Volltrottel ist. Er erinnert dabei stark an Don Quijote, denn er glaubt, dass alles, was er tut, genau so richtig sei, gleichzeitig auch an Inspektor Clouseau aus der Film-Reihe Der rosarote Panther, denn seine Umgebung hat sehr unter seinen Heldentaten zu leiden.

## Filme
- Raumschiff Highlander I – The Return of Captain Norad (1995)
- Raumschiff Highlander II – Captain Norad, Ruler of the Universe (1996)
- Raumschiff Highlander III – Captain Norad, King of the Impossible (1997)
- Raumschiff Highlander IV – History (1998)
- Raumschiff Highlander V: Norad – Resurrection (1999)
- Raumschiff Highlander – Wildfire (2007, Kurzfilm)
- Raumschiff Highlander VI – Norad (2021)

Danach erklärte Robert Amper die Filmreihe für beendet und wandte sich anderen Projekten zu.
Ende 2006 begannen die Dreharbeiten zu einem inoffiziellen Raumschiff-Highlander-Film, eine Art kurzer Teaser, der eine ernsthafte Version zum Thema bietet. Am 24. Oktober 2007 wurde der Neue Clip mit dem Titel Raumschiff Highlander – Wildfire veröffentlicht und verbreitete sich sehr schnell.
Februar 2008 wurden die fünf Originalfolgen der Raumschiff-Highlander-Reihe in einer überarbeiteten, digital remasterten Version im Rahmen einer großen amerikanischen Science-Fiction-Convention in Boston, Massachusetts gezeigt.
Im Juli 2021 erschien der sechste Teil, unter dem Titel „H6 – Norad“, in einer exklusiven Premiere auf die Leinwand der FedCon 29 in Bonn.

## Romane
Die Reihe wurde in literarischer Form fortgesetzt. Der Schriftsteller Thorsten Reimnitz nahm sich der Filme an und setzte sie um, obwohl die Handlung der Filme zu einem großen Teil aus visueller Komödie (Slapstick) bestand. Allerdings hat er die Romane in einen anderen Kontext gesetzt und anders nummeriert.
- Die Rückkehr von Captain Norad (Erstauflage 2001 / Überarbeitet 2002)
- Captain Norad, Herrscher über das Universum (2005)

2006 trennte sich Thorsten Reimnitz vom Raumschiff-Highlander-Projekt, um sich eigenen Ideen zu widmen, der Vertrieb der Romane wurde damit eingestellt. Auch erklärte Reimnitz, er selbst werde keinen weiteren Roman über die Highlander mehr schreiben. Stattdessen nahm sich mit Martin Göllner ein anderer Autor der Romanreihe an. Es erschienen die neuen Geschichten um die Abenteuer von Captain Norad und der Highlander als Fortsetzungsromane als kostenlose Downloads auf der Homepage der Highlander-Gruppe.

## Online-Romane
In Gemeinschaftsarbeit entwickelten Robert Amper und Thorsten Reimnitz noch eine Reihe von Fortsetzungsromanen mit dem Titel Raumschiff Highlander Deep Core, die nur als E-Book erschienen, im Internet abonniert werden konnten und kostenlos waren. Allerdings wurde hier von dem rein parodistischen Charakter der Filme und der bisher erschienenen Bücher abgewichen. Es handelte sich um ernst gemeinte Science-Fiction-Literatur, allerdings mit kleinen parodistischen Seitenhieben.
Die Serie lief bis zu ihrer dritten Auflage und wurde in dem von der Firma Adobe entwickelten Format PDF herausgegeben. Die Reihe wurde Anfang 2006 zunächst eingestellt, als sich Thorsten Reimnitz von dem Projekt trennte, im Juni des gleichen Jahres übernahm Martin Göllner die Romane. Er begann die Geschichte neu und unter völlig anderen Gesichtspunkten. So heißt beispielsweise die erste Folge dieser Reihe Relin IV – Teil 1, ein Abenteuer des Raumschiffes NDCE Highlander.

## Raumschiffe
Es gibt in der Reihe vier Raumschiffe mit dem Namen Highlander, die alle sehr unterschiedlich sind. Jedes Schiff ist einer anderen Klasse zugeordnet.

### Highlander 2404
Das ursprüngliche Raumschiff Highlander trug die Seriennummer 2404. Es war ein Schiff der AGAMEMNON-Klasse (benannt nach dem klassischen König Agamemnon), hatte eine Besatzungsstärke von 7.526 Crewmitgliedern und wurde durch einen Bedienfehler ihres Captains zerstört. Der wahre Hintergrund ist, dass das Schiff (abgewandelte Galaxy-Klasse) sehr stark an Raumschiffe von Star Trek erinnerte und die Produktionsfirma Paramount Pictures hier intervenierte.

### Highlander 2404-A
Nach der Zerstörung des ersten Schiffes wurde die 2404-A in Dienst gestellt. Sie gehörte der WALLACE-Klasse an (benannt nach dem schottischen Freiheitskämpfer William Wallace). Die Besatzung wurde nochmals aufgestockt, so dass etwa 10.000 Männer und Frauen der unterschiedlichsten Planeten hier Dienst taten. Vom Design her war das Schiff sehr eigenständig, es hatte einen spitz zulaufenden Rumpf und einen Triebwerksreifen mit vier Triebwerken, die ständig um den Rumpf rotierten. Das Ende der 2404-A kam mit der sogenannten Andromeda-Krise. Das Schiff wurde außer Dienst gestellt und zu einem Schulschiff umfunktioniert.

### Highlander NX-07
Die neue Highlander war wesentlich kompakter, aber dafür umso schwerer bewaffnet. Sie gehörte der ARMAGEDDON-Klasse an (nach dem biblischen Armageddon) und hatte um die 100 Besatzungsmitglieder. Doch ein Fehler im System bewirkt, dass das Schiff seine Feuerkraft nicht ausnutzen kann und quasi wehrlos ist. Daher werden die Arbeiten an der Klasse aufgegeben.

### Highlander NDCE 2404
Die aktuelle Variante der Highlander, bei der man ganz neue Wege beschritt. Sie ist ein Schiff der PEARY-Klasse (nach Robert Edwin Peary) und ein Forschungsschiff. Ihre Form erinnert stark an die Raumschiffe der Fernsehserie Raumpatrouille. Die Abkürzung „NDCE“ deutet auf die Herkunft des Schiffes hin: „Nasa Deep Core Explorer“. Das Schiff ist von der terranischen Weltraumbehörde NASA gebaut worden, um den tiefen Raum zu erforschen. Der Titel der NetRoman-Reihe Raumschiff Highlander Deep Core bezieht sich auf diese Bezeichnung. Ihre Besatzungsstärke liegt bei ungefähr 4.900 Crewmitgliedern.

## Figuren

### Captain Robert T. Norad
Er ist die langlebigste Figur an Bord des Raumschiffes und macht auch die radikalste Wandlung durch. In den Filmen ist er ein Volltrottel in Uniform, der absolut nicht versteht, was um ihn herum vorgeht, sich aber trotzdem für den größten Helden aller Zeiten hält, in den späteren Romanen ist er ein ernsthafter Offizier mit Hintergrund und Tiefgang. In den Filmen wird er von Robert Amper dargestellt.

### Erster Offizier
Die Highlander hat eine gewisse Rotation an Ersten Offizieren. Die Offiziere sind:
- Commander T’Myota, die nur in einem Rückblick im dritten Film gezeigt wird (dargestellt von Andrea Weineck, sie verlässt das Schiff wegen Norads aufdringlicher Art).
- Commander Bradbury in den ersten zwei Filmen und den dazugehörigen Romanen (in den Filmen dargestellt von Gunda Wegener, im Roman verlässt sie das Schiff, um ins Kloster zu gehen).
- Commander Nick Faraday im dritten Film (dargestellt von Dominik Heger, er kommt bei einem Piratenangriff ums Leben).
- Commander Vesk im vierten und fünften Film (dargestellt von Carsten Lubinsky, er lässt sich versetzen).
- Danach wird für eine gewisse Zeit ein rotierendes System eingeführt, durch das jeder Offizier für eine gewisse Zeit lang beweisen kann, ob er zum Ersten Offizier taugt. Auf der NDCE wird das System wieder abgeschafft.
- Commander / Captain Christopher Mayfield wird Erster Offizier der NDCE (der Charakter taucht bereits als Lieutenant in den Filmen auf, dargestellt von Tobias Rust).

### Beraterin Rose Lavender
Die leicht zynische Schiffspsychologin begleitet das Schiff durch alle seine Filmabenteuer. Ihre Aufgabe ist es, die Besatzung – vornehmlich den Captain – psychologisch zu motivieren. In der NetRoman-Reihe ist sie nicht mehr dabei. In den Filmen wird sie von Rosi Ismalou dargestellt. Ihr Name bedeutet ins Deutsche übersetzt Rosenlavendel.

### Trivia
Der stoische Androide, der nach dem Verlust seines Emotionalchips ein selbstgeschriebenes Emotions-Subprogramm zur Simulation menschlicher Gefühle laufen hat, ist seit dem dritten Film dabei, wendet sich dann allerdings der Forschung zu. Dargestellt wird er von Martin Schowanek. Er ist der einzige an Bord, der ruhig auf die hektischen Situationen reagiert, deren Ursache Norad ab und zu ist.

### Doktor / Commander James Hurdel
Der Doktor beginnt seine Karriere auf der Highlander als Lieutenant, wird nach der Beförderung seines ehemaligen Vorgesetzten Nick Faraday Chefarzt des Schiffes. Er begleitet die Highlander durch die Gordischen Kriege und die Andromeda-Krise, dann wird er zum Commander befördert und übernimmt das Kommando über eine eigene Raumstation. In den NetRomanen taucht er noch als Gastcharakter auf. In den Filmen wird er von Thorsten Reimnitz dargestellt, der auch für die Romanadaptionen verantwortlich zeichnet.

### Admiral R. M. Donovan
Sein Verhältnis zu Norad ist das, welches Chefinspektor Dreyfus zu Inspektor Clouseau hat: Er ist sein Vorgesetzter und verliert durch seine Aktionen fast den Verstand. Und wenn er versucht, es ihm mal heimzuzahlen, ist prompt wieder er selbst der Leidtragende. Donovan ist in allen Filmen und dazugehörigen Romanen vertreten und wird dargestellt von Burkhard Weber.

## Abgewandter Rechtsstreit
Paramount Pictures drohte Amper mit einer Klage von 1 Mio. US-Dollar, da er ohne Lizenz oder Genehmigung sich des Star-Trek-Settings bediente und die Filme auf VHS-Kassetten verkaufte. Diese konnte er mit seinem Anwalt unter anderem dadurch abwenden, dass sie sich einsichtig gaben, die Uniformen aus Raumschiff Enterprise – Das nächste Jahrhundert (ohnehin) ab Raumschiff Highlander III nicht mehr verwendeten, die Ränge notgedrungen fortan auf die United States Navy bezogen, das Schiffsdesign (ohnehin) geändert wurde und Amper selbst darlegte, dass die Raumschiff-Highlander-Filme eine Hommage sind. Dies war einer der Gründe, warum man sich später vom Star-Trek-Universum distanzierte und keine weiteren Klagen mit Rechteinhabern riskieren wollte.